# كاردنر
كاردنر
أبرام كاردنر Abram Kardiner محلل نفسي وإتنولوجي أمريكي، وأحد أبرز مؤسسي الأنتروبولوجية[ر] الثقافية، وهي علم يختص بدراسة مختلف الثقافات التي أنشأها الإنسان عبر التاريخ.
ولادته ونشأته
ولد كاردنر في نيويورك. درَس في جامعة كورنل Cornell الأمريكية، ثم أقام في ڤيينا وتتلمذ لفرويد حتى عام 1922، ليعود بعدها إلى نيويورك محللاً نفسياً في معهد التحليل النفسي الذي أسهم في تأسيسه، وفي الوقت نفسه علّم الأنتروبولوجية والطب النفسي في كورنل ثم في كولومبيا. ومنذ عام 1922 عُني كاردنر بدراسة العلاقة القائمة بين الثقافة والشخصية، وعكف على إبراز التأثير المتبادل الذي ينشأ بينهما وكيف أن ثقافة من الثقافات تصوغ فرداً ما وكيف يصوغها الفرد بدوره، فكانت له حلقات دراسية في معهد التحليل النفسي خُصصت لتحليل واقع المجتمعات البدائية، وقد ضمت أنتروبولوجيين مشهورين من أمثال رالف لينتون R.Linton وروث بنِديكت R.Benedict وآخرين. وفي عام 1955 أسس أبرام عيادة التحليل الخاصة به ودرّس بين عامي 1961ـ1968 في جامعة إمُريEmory بولاية أطلنطا.
عرض كاردنر نتائج بحوثه في كتابَيه: «الفرد ومجتمعه» The Individual and his Society، و«التخوم النفسية للمجتمع» The Psychological Frontiers of Society. وقد ميز في مؤلَفيه نوعين من المؤسسات:
ـ المؤسسات الأولية primary institutions: المرتبطة بتربية الأطفال في سنواتهم الأولى (كالتنظيم الأسري)، وجميع المؤسسات التي ترمي إلى تربية الأطفال بوصفها مؤسسات أولية، وبيَّن كاردنر أثرها الحاسم في تكوين الشخصية، وتحديد سماتها، وأنها تقدم لهم قاعدة مشتركة وتجمعهم على صعيد واحد، وتحفظ القيم التي يعدّها المجتمع أساسية لتضمن التماسك لشعب ما ولثقافته؛ مما يؤدي إلى إيجاد ما سماه كاردنر الشخصية الأساسية basic personality وهو القاسم المشترك الذي يجمع الأفراد ضمن مجتمع ما.
ويرى كاردنر أن كل نظام اجتماعي يتصف بشخصية أساسية، ويفترض أنه نتيجة اشتراك مجموعة من الأفراد في نوع معين من النشأة والتربية في أثناء طفولتهم، فإن سمات شخصية مشتركة تجمعهم حينما يكبرون، ولاتلبث هذه الصفات أن ترتبط بالتشكيل النهائي للثقافة السائدة بين هؤلاء الأفراد. وبهذا النمط من المؤسسات يظهر تأثير الثقافة في الفرد، فكل ثقافة تحدد معالم شخصيتها الأساسية المختلفة. وفائدة مفهوم الشخصية الأساسية يكمن في أنه لايتيح إدراك المؤسسات التي تكوّن ثقافة من الثقافات فحسب، بل يتيح أيضاً إدراك الأسلوب الذي يعيش به أفراد هذه المؤسسات.
ـ المؤسسات الثانوية secondary institutions: هي التي تؤثر فيها الشخصية الأساسية (كالأساطير والمعتقدات)، فالثانوي هو ما ينجم في الفرد من أثر الأولي، وهي تظهر شخصية الفرد وتعبر عن ردود فعله تجاه تأثير المؤسسات الأولية، بمعنى أن شخصية الفرد تعبر عن نفسها وبطرائق سلوكية عديدة ومن خلال «نظم إسقاط» كالأساطير والمعتقدات.
وفاته
توفي كاردنر في مدينة إيستُن Easton بولاية كونكتيكت Connecticut الأمريكية بعد أن مهد الطريق أمام الحركة الفرويدية الجديدة neo-Freudian في الأنتروبولوجية.

## روابط خارجية
- كاردنر على موقع الموسوعة البريطانية (الإنجليزية)